# Фігурне катання на зимових Олімпійських іграх 1976
Змагання з фігурного катання на зимових Олімпійських іграх 1976 тривали з 4 до 13 лютого в Олімпійському палаці в Інсбруку. Уперше в олімпійській програмі з'явилися спортивні танці на льоду.

## Таблиця медалей
| Місце               | Країна              | Золото | Срібло | Бронза | Загалом |
| ------------------- | ------------------- | ------ | ------ | ------ | ------- |
| 1                   | СРСР                | 2      | 2      | 0      | 4       |
| 2                   | США                 | 1      | 0      | 1      | 2       |
| 3                   | Велика Британія     | 1      | 0      | 0      | 1       |
| 4                   | НДР                 | 0      | 1      | 2      | 3       |
| 5                   | Нідерланди          | 0      | 1      | 0      | 1       |
| 6                   | Канада              | 0      | 0      | 1      | 1       |
| Загалом (6 збірних) | Загалом (6 збірних) | 4      | 4      | 4      | 12      |

## Медалісти
| Дисципліна                                  | Золото                                      | Срібло                                  | Бронза                                |
| ------------------------------------------- | ------------------------------------------- | --------------------------------------- | ------------------------------------- |
| Одиночне катання (чоловіки) див. докладніше | Джон Каррі · Велика Британія                | Володимир Ковальов · СРСР               | Толлер Кренстон · Канада              |
| Одиночне катання (жінки) див. докладніше    | Дороті Гемілл · США                         | Діанне де Леу · Нідерланди              | Крістіне Еррат · НДР                  |
| Парне катання див. докладніше               | СРСР · Ірина Родніна · Олександр Зайцев     | НДР · Ромі Кермер · Рольф Естеррайх     | НДР · Мануела Ґрос · Уве Каґельман    |
| Танці на льоду див. докладніше              | СРСР · Людмила Пахомова · Олександр Горшков | СРСР · Ірина Моїсеєва · Андрій Міненков | США · Коллін О'Коннор · Джеймс Міллнс |

### Країни-учасниці
У змаганнях з фігурного катання на Олімпійських іграх в Інсбруку взяли участь спортсмени 18-ти країн.
- Австралія
- Австрія
- Канада
- Чехословаччина
- НДР
- Фінляндія
- Франція
- Велика Британія
- Угорщина
- Італія
- Японія
- Нідерланди
- Польща
- Південна Корея
- СРСР
- Швейцарія
- США
- Західна Німеччина